# Автомагістраль А14 (Франція)
Автомагістраль A14 — автотраса в західному передмісті Парижа, Франція. Він з’єднує діловий район Ла-Дефанс у Нантері (О-де-Сен) з Оржевалем (Івлін), де з’єднується з автомагістраллю A13. Автомагістраль підпорядкована групі Sanef.

## Історія
Автомагістраль починається в Дефанс в О-де-Сен і закінчується в Оржеваль в Івлін. A14 був побудований, щоб розвантажити перевантажений A13 між Парижем і Нормандією. A14, відкритий у 1996 році, управляється Société des Autoroutes de Paris Normandie. Автострада має 21 кілометр у довжину та стягується мито. A14 не обслуговує населені пункти між La Défense та Orgeval і є лише допоміжною дорогою A13.
Був запланований виїзд з автомагістралі біля Сен-Жермен-ан-Ле, але його відмовив президент Франції Франсуа Міттеран після того, як мери хотіли запобігти надмірному використанню автомобілів у лісі Сен-Жермен-ан-Ле. Планувалися й інші виїзди, але їх будівництво заблокували комунальні ради.
Виїзд з автомагістралі був спроектований на захід від пунктів збору плати Montesson. Мер Монтессона поставив умову затвердження проекту, що виїзд може бути побудований, якщо також буде побудована двопроїзна дорога, яка розвантажить RD121. Громадські консультації тривають.

## Доступ до автомагістралі
Автомагістраль має два під'їзди між розв'язкою A 86/A14 в Нантері та Оржевалі. Зокрема, розв'язка Шамбурсі з'єднана з RD 113 на захід від Сен-Жермен-ан-Ле, а розв'язка 1/2 в напрямку Парижа з'єднана з RD 30 біля лікарні Пуассі. Інші розв'язки передбачені в секторі Петлі Монтессон. Однак місцева влада не є одностайною щодо зацікавленості в таких під'їздах, і жоден з них не був запланований. Таким чином, функція цієї автомагістралі полягає в тому, щоб подвоїти A13 між Парижем і Оржевалем для користувачів, які подорожують за межі Оржеваля. Тому рельєф місцевих доріг, зокрема N13, яка обслуговує сектор Сен-Жермен, обмежений.

## Проєкт

### У Нейї-сюр-Сен
Муніципалітет Неї-сюр-Сен не отримав права на розширення проспекту Шарля де Голля, яким автомобілісти виїжджають на кілька автомагістралей з Парижа, в тому числі A14. Як компенсація планується перепланувати цей проспект, зменшивши ширину смуг руху 2 × 4 з 3,20 м2 до 2,80 м2.

### У Монтессон
Автомагістраль A14 перетинає комуну Монтессон, позначаючи початок платної ділянки наявністю платної будки. Під час його будівництва мер Монтессона Жан Франсуа Бель поставив умовою його створення часткове заглиблення автостради та створення насипів для обмеження шумового забруднення. Створення семи мостів через автомагістраль дозволило легко перетинати її в декількох точках гміни, таким чином обмеживши перебої в русі. Ці споруди також запобігли поділу ґміни на дві частини (на північ і на південь від автостради).
Питання про те, відкривати чи не відкривати транспортну розв'язку, стоїть вже давно. Наприкінці 2000-х років ідея його створення була обумовлена обраними представниками громад агломерації (SIEP) створенням розв'язки в комуні Сен-Жермен-ан-Ле (відкрита в квітні 2009 року в комуні Шамбурсі) та подвоєнням RD121 (доступна з лютого 2019 року). Відтоді умови змінилися, урбанізація та штучна обробка сільськогосподарських земель стали центральними питаннями нашої територіальної політики. Багато людей, знайомих з цим питанням, ставлять під сумнів саме його існування і знають, що його створення створить затори в комуні Монтессон, не дозволяючи місцевим жителям швидше добиратися до Парижа (дослідження, проведене на замовлення CASGBS в 2014 році) через затори в тунелі A14 в годину пік, що починаються більш ніж за 3 км від мосту Нейї.
Проект розв'язки видається лише спробою вирішити проблему заторів на мостах Безон і Шату, розташованих на виїздах з петлі в напрямку Парижа в години пік. Однак існують альтернативні рішення. Різні виборні посадові особи воліли б, щоб вранці смуга руху в напрямку Парижа була 1х3, а ввечері - 3х1, особливо на мосту Шату. Однак мер комуни Імпресіоністів завжди виступав проти проведення дослідження на цю тему.
Відсутній у SDRIF - генеральному плані регіону Іль-де-Франс, прийнятому наприкінці 2013 року, - який не передбачає створення розв'язки, у SCOT (план територіальної узгодженості) та міському PLU, проти якого виступає оператор (SANEF), проект розв'язки, ймовірно, ніколи не побачить світ, оскільки він не пристосований до використання, суперечить цілям території та становить високий ризик для природної та вразливої зони.
Не маючи значного впливу на транспортний рух, створення розв'язки, в свою чергу, прискорить урбанізацію та інфляцію/спекуляцію сільськогосподарськими землями. Метою мешканців, обраних представників та комун петлі Монтессон є збереження природного та сільськогосподарського характеру рівнини Монтессон, як зелених легенів західного Парижа.

### У Сен-Жермен-ан-Ле
Транспортна розв'язка Шамбурсі була урочисто відкрита 6 квітня 2009 року Домініком Буссеро, Державним секретарем з питань транспорту.
Роботи з модернізації RD 113 (колишня RN 13) до 2х2 смуг руху та створення кільцевих розв'язок на перехресті між Сен-Жермен-ан-Ле та Оржевалєм були завершені наприкінці 2013 року.